# Black Moon Rising (musikalbum)
Black Moon Rising är det 8:e albumet av svenska power metal-bandet Falconer, och släpptes den 6 juni 2014 genom Metal Blade Records. Efter det förra albumet Armod, som var helt på svenska, har Falconer nu gått tillbaka till att sjunga på engelska och har även ökat tempot i låtarna. Producenten Andy LaRocque kommenterade att "Det är så här Falconer ska låta!"

## Låtlista
| 1.  | Locust Swarm                 |  |
| 2.  | Halls and Chambers           |  |
| 3.  | Black Moon Rising            |  |
| 4.  | Scoundrel and the Squire     |  |
| 5.  | Wasteland                    |  |
| 6.  | In Ruins                     |  |
| 7.  | At the Jester’s Ball         |  |
| 8.  | There’s a Crow on the Barrow |  |
| 9.  | Dawning of a Sombre Age      |  |
| 10. | Age of Runes                 |  |
| 11. | The Priory                   |  |

## Källförteckning
1. ↑  ”Swedish Folk Metallers FALCONER return to glory with new album ‘Black Moon Rising’!”. Metal Blade Records. 16 april 2014. http://www.metalblade.com/europe/en/news/falconer-return-to-glory-with-new-album/. Läst 7 maj 2014.
2. ↑  ”FALCONER complete recording for new album ‘Black Moon Rising’!”. Metal Blade Records. 17 mars 2014. http://www.metalblade.com/us/news/falconer-complete-recording-for-new-album. Läst 7 maj 2014.